# 楊瑞 (臺灣鎮總兵)
楊瑞，字旭舉，廣東省潮州府海陽縣（今廣東省潮州市）人，清朝军事人物。
曾任福建水師守備、水師千總。雍正十年，任前營守備。雍正十三年，任前營遊擊、右營遊擊。乾隆四年，任澎湖水師協鎮左營遊擊。乾隆九年，任澎湖水師副將。乾隆十三年，任福建海壇鎮總兵。乾隆二十五年，任福建建寧鎮總兵。乾隆二十八年，任福建臺灣鎮總兵。